# Подгорьевский сельсовет
Подго́рьевский сельсовет (бел. Падгор’еўскі сельсавет; до 2017 года — Неда́шевский сельсовет) — административная единица на территории Могилёвского района Могилёвской области Белоруссии. Административный центр — деревня Подгорье.

## История
Образован 16 июля 1954 года как Недашевский сельсовет. 16 марта 2017 года переименован в Подгорьевский сельсовет.

## Состав
Включает 17 населённых пунктов:
- Амховая 1 — деревня
- Амховая 2 — деревня
- Быстрик — деревня
- Голени 1 — деревня
- Голени 2 — деревня
- Дары — деревня
- Дубинка 1 — деревня
- Дубинка 2 — деревня
- Запрудье — деревня
- Зимница — деревня
- Князевка — деревня
- Недашево 1 — деревня
- Недашево 2 — деревня
- Петровичи — деревня
- Подгорье — деревня
- Сидоровка — деревня
- Стужица — деревня